# Ведресево
Ведре́сево (рос. Ведресево, башк. Ведресев) — присілок у складі Краснокамського району Башкортостану, Росія. Входить до складу Нікольської сільської ради.
Населення — 97 осіб (2010; 109 у 2002).
Національний склад:
- марійці — 94 %